# Ramsay MacDonald
James Ramsay MacDonald (Lossiemouth, 12 oktober 1866 – Atlantische Oceaan, 9 november 1937) was een Brits politicus. Hij was onder meer premier.

## Levensloop
Ramsay MacDonald was van arme afkomst. Hij werd grootgebracht door zijn grootmoeder. Hij volgde hoger onderwijs en reeds op 19-jarige leeftijd werd hij klassenassistent. In 1886 ging hij naar Londen en vond werk bij de Cyclists' Touring Club. In zijn vrije tijd volgde hij een universitaire opleiding, maar moest die wegens ziekte onderbreken. Nadat hij opgeknapt was, werd hij klerk van een parlementariër, waarna zijn interesse voor de politiek toenam. Hij werd lid van de Fabian Society en werd in 1894 een van de oprichters van de Independent Labour Party. In 1895 en in 1900 was hij kandidaat voor het parlement, maar geraakte bij beide verkiezingen niet verkozen.
Aan het einde van de jaren 1890 leerde hij Margaret Gladstone kennen, de dochter van een rijk man. Zij was een actief christen-socialiste en lid van de Christian Socialist Movement. In 1897 traden MacDonald en Margaret Gladstone in het huwelijk. Zij reisden door heel Europa en leerden tal van socialistische politici kennen.
Rond 1900 voelde men in socialistische kringen de behoefte om een Engelse arbeiderspartij op te richten (in los verband) om de vele socialistische verenigingen en vakbonden onder één dak bijeen te brengen. Het initiatief kwam van James Keir Hardie, de christen-socialistische en pacifistische medeoprichter van de Independent Labour Party. In 1900 werd ten slotte de 'Arbeiders Vertegenwoordigers in het Parlement' opgericht, spoedig nadien bekend onder de naam Labour Party. MacDonald werd de secretaris van de Labour Party. In 1906 werd MacDonald voor het kiesdistrict Leicester in het Lagerhuis gekozen. Van 1911 tot 1914 en van 1922 tot 1931 werd hij voorzitter van de Labour Party.
Toen in 1914 de Eerste Wereldoorlog begon, verzette MacDonald zich heftig tegen Britse deelname. In augustus 1914 mengde Groot-Brittannië zich in de strijd. De Labour Party was verdeeld, maar de meerderheid van de Labour-politici en leden kozen vóór het regeringsstandpunt. Labour trad toe tot de regering, maar MacDonald trad uit protest af als partijvoorzitter. Arthur Henderson volgde hem als leider op.
In 1918 verloor MacDonald, als gevolg van zijn pacifistische houding tijdens de oorlog zijn zetel in het parlement. In 1922 werd hij echter opnieuw in het parlement gekozen.
In januari 1924 vormde MacDonald, als eerste Britse socialist, een minderheidsregering. Als verkiezingsbelofte ging Groot-Brittannië over tot de erkenning van de Sovjet-Unie. In oktober 1924 ontdekte de Britse geheime dienst de zogenaamde 'Zinovjev Brief' (zie: Grigori Zinovjev). De Sovjet-Russische leider en Comintern -voorzitter riep daarin de Britse communistenleiders op om een revolutie te ontketenen. De brief werd geheimgehouden, maar lekte vlak voor de verkiezingen uit. Hierdoor leed Labour een smadelijke nederlaag bij de verkiezingen en diende MacDonald in november 1924 zijn ontslag in als premier bij koning George V.
MacDonald werd echter wel in het parlement herkozen en werd oppositieleider. MacDonald zorgde ervoor dat de Labour Party naar het midden opschoof en hij weigerde de nationale staking van 1926 te steunen.
In juni 1929 won Labour de verkiezingen en werd MacDonald opnieuw premier. In 1931 viel deze regering als gevolg van een breuk in de regering: sommige Labour-ministers waren tegen de verlaging van de werkloosheidsuitkering, anderen vóór. MacDonald was kwaad dat de eenheid in het kabinet gebroken was en diende zijn ontslag in bij koning George V. Hij kreeg echter toestemming om een nieuwe regering te vormen: een brede coalitie van Labour, de liberalen en de conservatieven. Dit idee stuitte op veel weerstand binnen de Labour Party. Het gevolg was dat MacDonald uit de partij stapte en de National Labour Party (Nationale Arbeiderspartij) oprichtte, waarvan hij van 1931 tot 1937 de partijvoorzitter was. De National Labour Party, de Conservative Party en de Liberal Party vormden daarop een coalitieregering met MacDonald als premier.
In juni 1935 nam MacDonald wegens gezondheidsproblemen ontslag als premier. De conservatief Stanley Baldwin werd tot mei 1937 de nieuwe premier en in diens regering werd hij Lord President of the Council.
Bij de verkiezingen van november 1935 verloor de National Labour Partij de verkiezingen en verloor MacDonald zijn parlementszetel. In 1936 keerde hij terug in het Lagerhuis en bleef er zetelen tot aan zijn dood één jaar later.
Wegens toenemende gezondheidsproblemen ging MacDonald op aanraden van zijn dokters een zeereis op de Atlantische Oceaan maken. Eind 1937 overleed hij echter op die cruise.
Ramsay MacDonald stond bekend als een oprechte democraat en kon goed opschieten met koning George V.